# Xanthokon
Xanthokon ist ein relativ selten vorkommendes Mineral aus der Mineralklasse der „Sulfide und Sulfosalze“ mit der chemischen Zusammensetzung Ag3[AsS3] und damit chemisch gesehen ein Silber-Arsen-Sulfid.
Xanthokon kristallisiert im monoklinen Kristallsystem und entwickelt meist tafelige, leistenförmige oder pseudohexagonale Kristalle von pomeranzengelber Farbe, aber auch traubige, nierenförmige oder radialstrahlige Mineral-Aggregate von dunkelkarminroter bis nelkenbrauner Farbe. Auf der Strichtafel hinterlässt Xanthokon einen charakteristisch gelben Strich. Die durchscheinenden bis undurchsichtigen Kristalle zeigen auf den Oberflächen einen diamantähnlichen Glanz.

## Etymologie und Geschichte

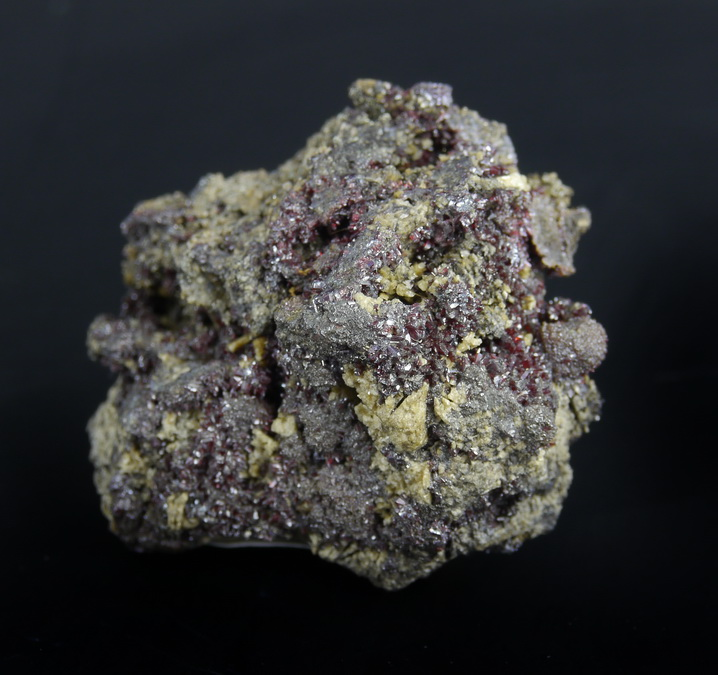
Historische Stufe mit Xanthokon und „lichtem Rotgülden“ vom Albertschacht (Himmelsfürst Fundgrube), aufbewahrt im Archiv des Museums Huthaus Einigkeit, Brand-Erbisdorf

Entdeckt wurde Xanthokon 1840 durch August Breithaupt auf Erzproben in der Mineralogischen Sammlung der Technische Universität Bergakademie Freiberg, die 1797 in der Himmelsfürst Fundgrube bei Brand-Erbisdorf im sächsischen Erzgebirge in Deutschland gesammelt wurden. In seiner Erstbeschreibung benannte er das Mineral aufgrund seiner charakteristischen Strichfarbe nach den griechischen Worten ξανθς „xanthos“ für Gelb und χόνις „konis“ für Pulver. Die chemische Analyse führte G. P. Plattner durch.
Da der Xanthokon bereits lange vor der Gründung der International Mineralogical Association (IMA) bekannt und als eigenständige Mineralart anerkannt war, wurde dies von ihrer Commission on New Minerals, Nomenclature and Classification (CNMNC) übernommen und bezeichnet den Xanthokon als sogenanntes „grandfathered“ (G) Mineral. Die seit 2021 ebenfalls von der IMA/CNMNC anerkannte Kurzbezeichnung (auch Mineral-Symbol) von Xanthokon lautet „Xcn“.
Das Typmaterial wird nach wie vor in der TU Bergakademie Freiberg (TU-BA) unter den Sammlungsnummern MiSa6151, MiSa6161 und MiSa6163 aufbewahrt.
Rittingerit wurde erstmals im Geistergang der Eliaszeche bei Jáchymov (deutsch Joachimsthal) in Böhmen im tschechischen Erzgebirge entdeckt und 1852 von Franz Xaver Zippe beschrieben, der die Proben von Leopold Johann Nepomuk von Sacher erhalten hatte. Das von ihm beschriebene Mineral trat in winzigen, monoklinen und honiggelben bis hyazintroten Kristallen auf, die eng mit Proustit (auch lichte Rubinblende) verwachsen waren. Das Mineral enthielt der Lötrohrprobe nach Silber, Arsenik und Schwefel, unterschied sich aber der Kristallsymmetrie nach von dem von August Breithaupt 1845 beschriebenen Pyrostilpnit (auch Feuerblende) und dem ebenfalls bereits bekannten Xanthokon. Zippe benannte das von ihm als neues Spezies angenommene Mineral nach dem damaligen „Sectionsrath im hohen k. k. Ministerium für Landeskultur und Bergwesen“ Peter Rittinger. Bereits 1853 kam Breithaupt zu der Ansicht, dass Rittingerit und Xanthokon identisch seien, ohne diese weiter zu begründen, weshalb sich Zippe entschieden gegen diese Behauptung wehrte. Zwanzig Jahre später (1872) untersuchte Albrecht Schrauf ähnliche Kristalle aus Joachimsthal und meinte, bei der chemischen Analyse neben Silber und Arsen auch Selen entdeckt zu haben. Erst 1894 konnte Henry Alexander Miers zusammen mit George Thurland Prior nach sorgfältigen chemisch-physikalischen und kristallographischen Untersuchungen an zahlreichen Xanthokon- und Rittingeritproben nachweisen, dass die für verschiedene Spezies gehaltenen Minerale identisch waren.

## Klassifikation
Bereits in der zuletzt 1977 überarbeiteten 8. Auflage der Mineralsystematik nach Strunz gehörte der Xanthokon zur Mineralklasse der „Sulfide und Sulfosalze“ und dort zur Abteilung „Komplexe Sulfide (Sulfosalze)“, wo er gemeinsam mit Pyrostilpnit in der „Xanthokon-Reihe“ mit der Systemnummer II/D.01b steht.
In der zuletzt 2018 überarbeiteten Lapis-Systematik nach Stefan Weiß, die formal auf der alten Systematik von Karl Hugo Strunz in der 8. Auflage basiert, erhielt das Mineral die System- und Mineralnummer II/E.07-030. Dies entspricht ebenfalls der Abteilung „Sulfosalze (S : As,Sb,Bi = x)“, wo Xanthokon zusammen mit Debattistiit, Eckerit, Manganoquadratit, Proustit, Pyrargyrit, Pyrostilpnit, Quadratit und Samsonit eine unbenannte Gruppe mit der Systemnummer II/E.07 bildet.
Die von der International Mineralogical Association (IMA) zuletzt 2009 aktualisierte 9. Auflage der Strunz’schen Mineralsystematik ordnet den Xanthokon in die Abteilung „Sulfarsenide, Sulfantimonide, Sulfbismutide“ ein. Diese ist weiter unterteilt nach der Kristallstruktur und der möglichen Anwesenheit von zusätzlichem Schwefel, so dass das Mineral entsprechend seiner Zusammensetzung und seinem Aufbau in der Unterabteilung „Insel-Sulfarsenide (Neso-Sulfarsenide) usw., ohne zusätzlichen Schwefel (S)“ zu finden ist, wo es zusammen mit Pyrostilpnit die „Xanthokongruppe“ mit der Systemnummer 2.GA.10 bildet.
In der vorwiegend im englischen Sprachraum gebräuchlichen Systematik der Minerale nach Dana hat Xanthokon die System- und Mineralnummer 03.04.02.01. Dies entspricht ebenfalls der Klasse der „Sulfide und Sulfosalze“ und dort der Abteilung „Sulfosalze“. Hier findet er sich innerhalb der Unterabteilung „Sulfosalze mit dem Verhältnis 3 > z/y und der Zusammensetzung (A+)i (A2+)j [ByCz], A = Metalle, B = Halbmetalle, C = Nichtmetalle“ in der  „Xanthokongruppe“, in der auch Pyrostilpnit eingeordnet ist.

## Chemismus
In der idealen, stoffreinen Zusammensetzung von Xanthokon (Ag3AsS3) besteht das Mineral aus Silber (Ag), Arsen (As) und Schwefel (S) im Verhältnis von 3 : 1 : 3. Dies entspricht einem Massenanteil (Gewichtsprozent) von 65,41 Gew.-% Ag, 15,14 Gew.-% As und 19,44 Gew.-% S.
Die Analyse des Typmaterials aus der Freiberger Sammlung ergab eine praktisch stoffreine Zusammensetzung mit nur geringen Abweichungen von der Idealformel mit 65,15 Gew.-% Ag, 14,63 Gew.-% As und 19,07 Gew.-% S.

## Kristallstruktur
Xanthokon kristallisiert in der monoklinen Raumgruppe C2/c (Raumgruppen-Nr. 15) mit den Gitterparametern a = 12,00 Å; b = 6,26 Å; c = 17,08 Å und β = 110,0° sowie 8 Formeleinheiten pro Elementarzelle.
Die Kristallstruktur von Xanthokon besteht aus AsS3-Pyramiden, die durch AgS3-Dreiecke zu Doppelschichten parallel der Ebene (001) beziehungsweise senkrecht zur c-Achse verbunden sind. Durch dreifach koordinierte Silberatome (Ag[3]) werden die Doppelschichten untereinander verknüpft.
| Kristallstruktur von Xanthokon |
| --- |
| - mit Blickrichtung parallel zur a-Achse - mit Blickrichtung parallel zur b-Achse - mit Blickrichtung senkrecht zur Fläche a–b - räumliche Darstellung in der kristallographischen Standardausrichtung - als Polyeder-Modell mit Blickrichtung senkrecht zur Fläche a–c - größerer Ausschnitt als Polyeder-Modell mit freier Achsenstellung |
| Farblegende: 0 _ Ag 0 _ As 0 _ S |

## Eigenschaften

### Morphologie
Die Kristalle des Xanthokons haben einen überwiegend tafeligen Habitus nach {001}. Durch Verzwillingung entstehen oft flache, pseudo-orthorhombische oder leistenförmig nach [010] gestreckte Formen mit einer Länge von etwa 0,5 cm.

### Chemische und physikalische Eigenschaften
Bereits August Breithaupt und G. P. Plattner stellten bei der Analyse des Materials fest, dass „das Mineral so leichtflüssig ist, dass es schon in der Flamme eines Lichtes schmilzt und dabei Dämpfe entwickelt, die nach schwefeliger Säure und nach Arsen riechen“. Tatsächlich ist Xanthokon ähnlich dem nahe verwandten Proustit vor dem Lötrohr leicht zu schmelzen, wobei sich Schweflige Säure und Arsenikdämpfe mit charakteristischem Geruch absetzen.

## Modifikationen und Varietäten
Xanthokon ist neben dem Proustit die zweite Modifikation der Verbindung Ag3AsS3.

## Bildung und Fundorte

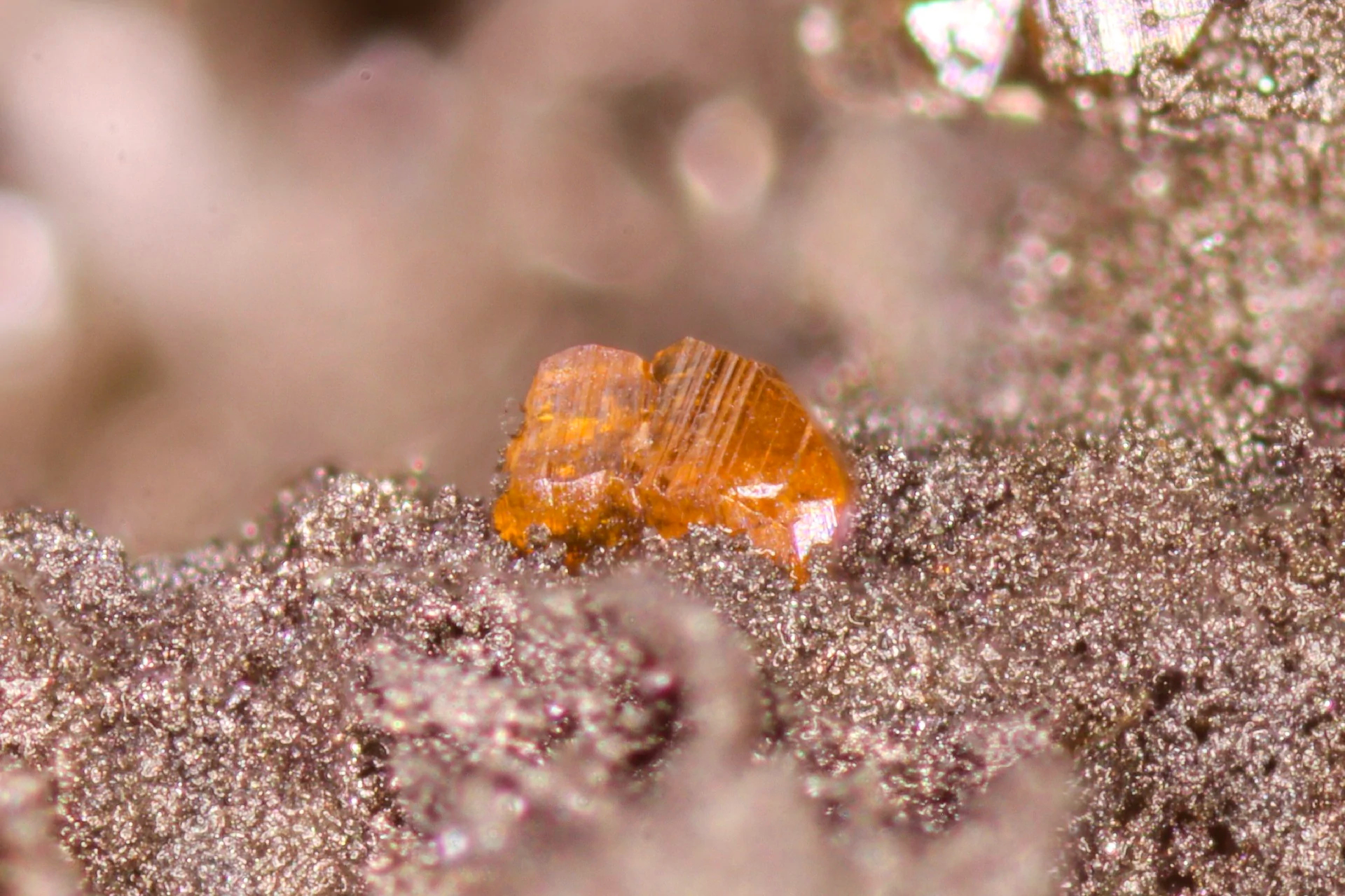
Sattgelber Xanthokonkristall aus dem Steinbruch Glasberg, Nieder-Beerbach, Hessen, (Kristallbreite 0,5 mm)

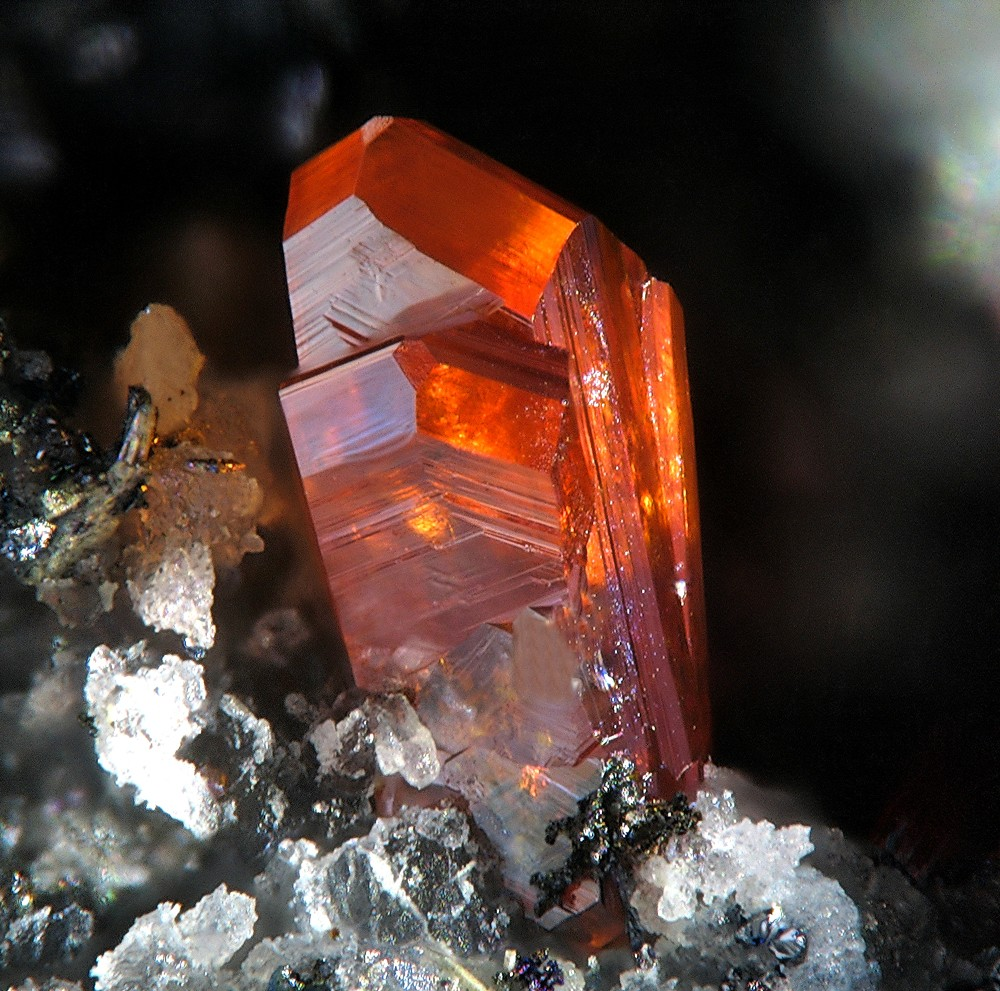
Hellorangeroter Xanthokonkristall aus der Imiter Mine, Boumalne-Dadès, Provinz Ouarzazate, Souss-Massa-Draâ, Marokko (Bildbreite 2 mm)

Xanthokon bildet sich durch hydrothermale Vorgänge in silber- und arsenhaltigen Erzadern, wo er in Paragenese vor allem mit Proustit, aber auch Pyrargyrit, Akanthit, Calcit und gediegen Arsen vorkommt.
Als eher seltene Mineralbildung kann Xanthokon an verschiedenen Fundorten zum Teil zwar reichlich vorhanden sein, insgesamt ist er aber wenig verbreitet. Weltweit sind bisher rund 110 Vorkommen dokumentiert (Stand 2024). Außer an seiner Typlokalität in der Himmelsfürst Fundgrube bei Brand-Erbisdorf trat das Mineral in Sachsen noch an mehreren Stellen im Freiberger Revier auf, zu dem auch Großschirma und Oberschöna gehören, sowie unter anderem in den Revieren Annaberg-Buchholz, Schlema-Alberoda, Marienberg und Schneeberg im Erzgebirgskreis. Weitere Vorkommen in Deutschland liegen unter anderem in Baden-Württemberg (Reviere Freiburg und Karlsruhe), Hessen (Nieder-Beerbach) und Niedersachsen (St. Andreasberg).
Der bisher einzige bekannte Fundort in der Schweiz ist die Grube Lengenbach im Binntal des Kantons Wallis.
Weitere Fundorte liegen unter anderem in Australien, Bolivien, Chile, Frankreich, Griechenland, Irland, Italien, Japan, Kanada, Kasachstan, Marokko, Mexiko, Peru, Polen, Rumänien, Russland, Schweden, der Slowakei, in Spanien, Tschechien, Ungarn, im Vereinigten Königreich (Wales) und den Vereinigten Staaten von Amerika (Alaska, Colorado, Idaho, Kalifornien, Montana, Nevada, New Mexico).